# Маја Шегрт
Маја Шегрт је пјесник из Требиња, Република Српска.

## Биографија
Рођена је 1985. године у Требињу, гдје је завршила основну и средњу школу. Дипломирала је српки језик и књижевност на Филозофском факултету у Источном Сарајеву. Поезијом се бави од раног дјетињства. Живи и ради у Требињу.